# Teatro Adelphi (New York)
Il teatro Adelphi (1934-1940 e 1944-1958; in inglese Adelphi Theatre), originariamente chiamato teatro Craig, fu inaugurato il 24 dicembre 1928. L'Adelphi era situato al 152 ovest della 54th Street a Manhattan, con 1.434 posti a sedere. Il teatro fu rilevato dal Progetto Federale per il Teatro nel 1934 e ribattezzato Adelphi. Il teatro fu poi ribattezzato Radiant Center da The Royal Fraternity of Master Metaphysicians nel 1940. È stato poi l'Yiddish Arts Theater (1943) e rinominato teatro Adelphi il 20 aprile 1944, quando fu acquisito dai Shubert. Divenne uno studio della DuMont Television Network, noto come l'Adelphi Tele-Theatre nel 1950. Gli episodi Classic 39 di The Honeymooners sono stati girati in questa struttura dalla DuMont utilizzando il loro sistema Electronicam per la trasmissione su CBS in seguito durante la stagione 1955-1956 della televisione. Il teatro è tornato al suo uso tradizionale nel 1957. Da allora cambiò ulteriormente la propria denominazione: nel 1958 fu teatro 54th Street ed infine nel 1965 teatro George Abbott. L'edificio fu raso al suolo nel 1970, dopo aver subito diversi flop costosi.
L'Hilton di New York si impossessò immediatamente della proprietà ad ovest della struttura e la tenne per l'espansione. Nel 1989 fu costruita sul sito una torre di uffici al 1325 di Avenue of the Americas. L'edificio utilizza l'indirizzo Hilton Sixth Avenue, anche se è più vicino alla Seventh Avenue. I due edifici sono collegati tramite un passaggio pedonale. Nella cultura popolare l'edificio viene utilizzato per il colpo d'occhio esterno dell'ufficio di Elaine in Seinfeld.

## Produzioni di rilievo

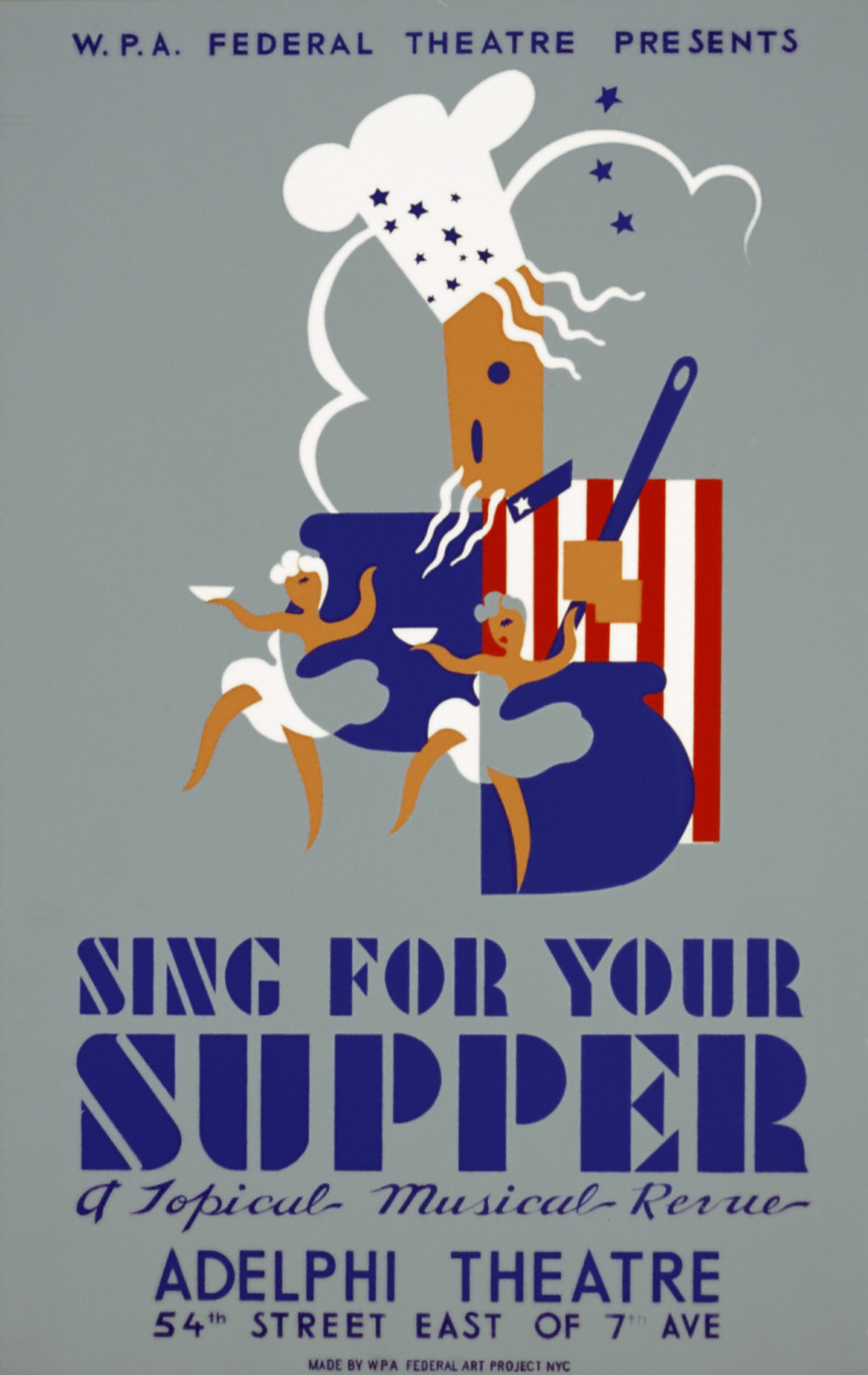
Manifesto di Aida McKenzie del Federal Theatre Project, per la presentazione del Sing for Your Supper al teatro Adelphi (tra il 1936 e il 1939).

- Revolt of the Beavers (20 maggio 1937 – 19 giugno 1937)
- On the Town (28 dicembre 1944 – 2 giugno 1945)
- Around the World (31 maggio 1946 - 3 marzo 1946)
- Street Scene (9 gennaio 1947 – 17 maggio 1947)
- The Honeymooners (1 ottobre 1955 - 22 settembre 1956)
- Damn Yankees (6 maggio 1957 – 12 ottobre 1957)
- Bye Bye Birdie (24 ottobre 1960 – 14 gennaio 1961)
- 13 Daughters (1 marzo 1961 - 25 marzo 1961)
- No Strings (15 marzo 1962 – 29 settembre 1962)
- What Makes Sammy Run? (27 febbraio 1964 – 12 giugno 1965)
- Any Wednesday (15 febbraio 1966 – 26 giugno 1966)
- Wait Until Dark (3 ottobre 1966 – 26 novembre 1966)
- Darling of the Day (3 ottobre 1966 – 26 novembre 1966)[4]

La celberità del teatro musicale William Gaxton (Anything Goes, Of Thee I Sing, A Connecticut Yankee ecc.), si riferisce al teatro come a "la discarica delle discariche". Di solito era il teatro dove venivano spostate le produzioni di Broadway per le ultime settimane o mesi del loro programma (il musical Golden Rainbow di Steve Lawrence-Eydie Gorme ha dato anch'esso i suoi ultimi spettacoli qui). L'ultimo musical che fu dato lì fu l'unica messa in scena del flop Gantry, uno spettacolo con Robert Shaw & Rita Moreno. No Strings e On The Town furono trasferiti a teatri più centrali (Broadhurst e Shubert, rispettivamente) non appena fu possibile.